# Iváncsa KSE

A Iváncsa Községi Sportegyesület egy 1920-ban alapított magyar labdarúgóklub. Székhelye a Fejér vármegyei Iváncsán található. Jelenleg az NB III - Közép csoportban szerepelnek.

## Korábbi nevei
- Iváncsai SE 1920 - 1926
- Iváncsai Levente Egyesület 1926 - 1945
- Iváncsai SE 1945 - 1949
- Iváncsai DISz 1949 - ?
- Iváncsai TSz SK ? - 1983
- Iváncsa-Besnyő-Beloiannisz-Egyetértés SE 1983 - 1984
- Iváncsai Sallai TSZ SK 1984 - 1989
- Iváncsa KSK 1989 - 2011
- Iváncsa KSE 2011 -

## Sikerek
NBIII
- Bajnok : 2020-21
- Bronzérmes: 2017-18

Fejér (vár)megyei I. osztály
- Bajnok (5): 2011-12, 2013-14, 2014-15, 2015-16, 2016-17